# Frazee
Frazee is een plaats (city) in de Amerikaanse staat Minnesota, en valt bestuurlijk gezien onder Becker County.

## Demografie
Bij de volkstelling in 2000 werd het aantal inwoners vastgesteld op 1377.
In 2006 is het aantal inwoners door het United States Census Bureau geschat op 1409, een stijging van 32 (2.3%).

## Geografie
Volgens het United States Census Bureau beslaat de plaats een oppervlakte van
2,3 km², waarvan 2,2 km² land en 0,1 km² water. Frazee ligt op ongeveer 423 m boven zeeniveau.

## Plaatsen in de nabije omgeving
De onderstaande figuur toont nabijgelegen plaatsen in een straal van 28 km rond Frazee.